# Pro Tools
Pro Tools（プロ・ツールス）は、アメリカのアビッド・テクノロジー社が設計開発及び販売しているパーソナルコンピュータを核としたデジタル・オーディオ・ワークステーション (DAW) 用のソフトウェアの名称であり、音声信号を入出力させるオーディオ・インターフェースと組み合わせて使用されるシステム全体の呼称でもある。

## 概要
Pro Toolsとは使用されるアプリケーションの名称であり、使用されるオーディオ・システム全体の名称でもある。Pro Toolsソフトウェアとコンピューター内部のカードバスにインストールされるHD Coreカード、HD Accelカード、オーディオ・インターフェースの192 I/Oなどに分類することができ、使用されるコンピューター本体、フィジカル・コントローラなどもセットにしたシステム全体の呼称でもある。
Pro Toolsは音声波形編集ソフトウェア "Sound Designer" とオーディオ・インターフェース (I/O) である "Sound Tools" を組み合わせたモデルを原型として、1990年代初頭にプロフェッショナル向けのハードディスク・レコーディング・システムとして開発された。
当時のパーソナル・コンピュータが持つ演算処理能力では非圧縮でCD品質――すなわちサンプリングレート44.1kHz・ビット深度16ビット・リニアPCM――のデジタル音声をリアルタイム処理することが困難だったため、専用のDSPカードをコンピューター内部のカードバスへ増設し、音声処理を専用カードに分散させた。この設計方法はDSPカードやオーディオ・インターフェースの数を必要に応じて随時追加変更できる柔軟なシステムとしての構築を可能にしただけではなく、コンピューター処理能力にそれほど依存することなくDAWシステムの能力を強化できるため、現在のパーソナル・コンピューターと組み合わせたDAWシステムにおいても様々な応用が行われている。
Pro Toolsはコンピューターのモニター・ディスプレイ上に表示された音声信号の波形（リージョン）部分を視覚的に確認しながらマウスやトラック・パッドなどのポインティング・デバイスを使用することにより、直感的な編集が可能な柔軟さと操作性を備えており、ハードディスク・レコーディングならではの非破壊レコーディングや、コンピューター本体にインストールされた各種プラグインでの処理による実機同様の音声信号処理が可能になるなど、現在では音楽制作現場をはじめ映画関連や放送局など、オーディオ素材を取り扱う多くの分野において共通する録音再生及び音声編集機材となっている。
現在ではサラウンド音声にも完全対応し、音楽制作だけにとどまらずアメリカの映画関連企業のスカイウォーカー・サウンドをはじめとする多くの映画の音響製作現場にも標準設備として導入されている。世界中のファンから歌声を収集するなど複雑な工程を経てDolby Atmosでミックスされた映画『ボヘミアン・ラプソディ』の音響スタッフは、インタビューでPro Toolsが世界の業界標準であると述べた。
コンピューターの演算処理能力やカードバスなどの高性能化に伴い、専用DSPカードを用いずCPU上での音声処理を行うコンシューマ向けの製品であるPro Tools LEや、その派生としてM-Audio社のオーディオ・インターフェイスで動作するPro Tools M-Poweredも発売された。Pro Tools LEはオーディオ・インターフェース自体がiLokと同様にドングルの役目になっており、Pro Tools LE用のオーディオ・インターフェースがコンピューター側とUSBまたはFireWireで接続され電源が投入されていないと起動することができない仕様になっていたが、現在ではサードパーティー製品にも対応したため、Pro Toolsのライセンスが格納されたiLokのみで起動が可能となった。

## エディション
Pro Toolsには2024年6月現在、以下のエディションが存在する。ProToolsをインストールした時点で全てのエディションに対応しており、ライセンスの認証で振り分けられる。

### 各エディションの概要

#### Pro Tools Ultimate
Pro Tools HDX/HD Nativeシステムに対応したエディション。ビデオ編集機能やTrack Punch/Destructive Punch、シャトルモードに対応。

#### Pro Tools Studio
かつてPro Toolsとして提供されていたエディション。
ビデオトラック（編集不可）、Dolby Atmos、VUメーターやK-Systemなどの拡張メーター表示に対応。
Pro Tools | Carbon環境下において、AAX DSPを使用できる。

#### Pro Tools Artist
Pro Tools Studioの下位に位置するエディション。
AACエンコード/デコードに対応。

#### Pro Tools Intro
Pro Tools | Firstの後継として提供された無料版。
サードパーティ製AAXプラグインに対応。

### エディションの比較
|                            | Intro  | Artist | Studio | Ultimate |
| -------------------------- | ------ | ------ | ------ | -------- |
| 同時録音数                 | 4      | 16     | 64     | 256      |
| オーディオトラック         | 8      | 32     | 512    | 2,048    |
| インストゥルメントトラック | 8      | 32     | 512    | 512      |
| AUXトラック                | 4      | 32     | 128    | 1,024    |
| ルーティングフォルダ       | 4      | 32     | 128    | 1,024    |
| MIDIトラック               | 8      | 64     | 1,024  | 1,024    |
| ビデオトラック             | 非対応 | 非対応 | 1      | 64       |

## Pro Tools ソフトウェア
主に以下のバージョンが存在する。各バージョンによって使用可能なOSが限定されていたり推奨環境が定められているため、OSやコンピューターと連動した開発が行われている。
Pro Tools 5
Pro Tools HDシステムが発表、運用され始めた時期のバージョン。
Pro Tools 6
MacintoshにおいてOS X Panther 発表時期のバージョン。
Pro Tools 7
MacintoshにおいてOS X Tiger 発表時期のバージョン。Pro Tools HD上では遅延補正エンジンが機能するようになり、バージョン7.4からはエラスティック・タイムが使用可能になった。
Pro Tools 8
MacintoshにおいてOS X Leopard 発表時期のバージョン。
Pro Tools 9
MacintoshにおいてOS X Snow Leopard 発表時期のバージョン。このバージョンよりAvidブランドでのリリースとなり、PPCをサポートしなくなった。またLEにおいてdigidesign製ハードウェアがドングルの役目を果たしていたがiLokによる認証方式へ変更され、サードパーティ製のオーディオ・インターフェースによるソフトウェアの使用が可能になった。自動遅延補正、可変ステレオ・パン・デプス、EUCONを全てのプラットフォームでサポートする。
Pro Tools 10
MacintoshにおいてOS X Lion 発表時期のバージョン。32ビット浮動小数点フォーマット、オーディオクリップ毎にゲインを調整出来るクリップ・ゲインなど主にオーディオ編集面の機能が強化されたほか、音楽クラウドサービスであるSoundCloudへミックスを直接発信出来る機能も搭載。また、このバージョンから新しいプラグイン形式であるAAX（Avid Audio eXtension）が採用され、このバージョンのみRTASとAAXを共存して使用することが可能になっている。
Pro Tools 11
MacintoshにおいてOS X Mountain Lion 発表時期のバージョン。このバージョンより64ビット環境に対応し、新しいオーディオエンジンAAE（Avid Audio Engine）を採用。新機能としてオフラインバウンスやミックスウィンドウのメーターGUIオプションなど、より高速で高品質な制作を可能としている。このバージョンでRTASが廃止され、AAXのみ使用可能となっている。ただしRTASのみ対応のプラグインも存在するため、Pro Tools 10とPro Tools 11は同一コンピューター上で共存が可能となっている。

## Pro Tools システム概要

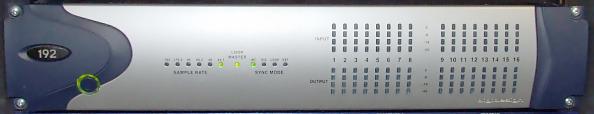
digidesign 192 i/o

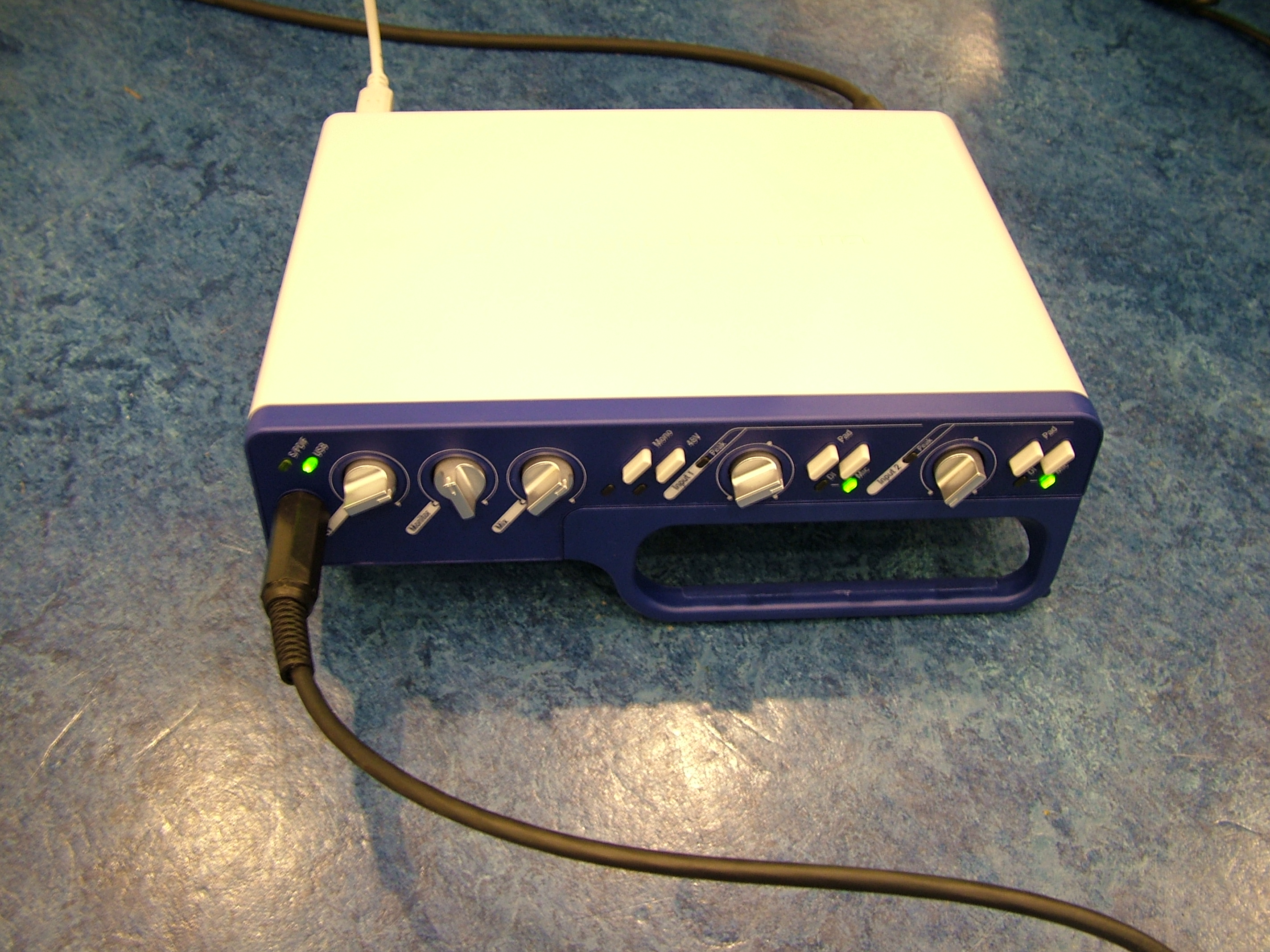
digidesign MBox 2

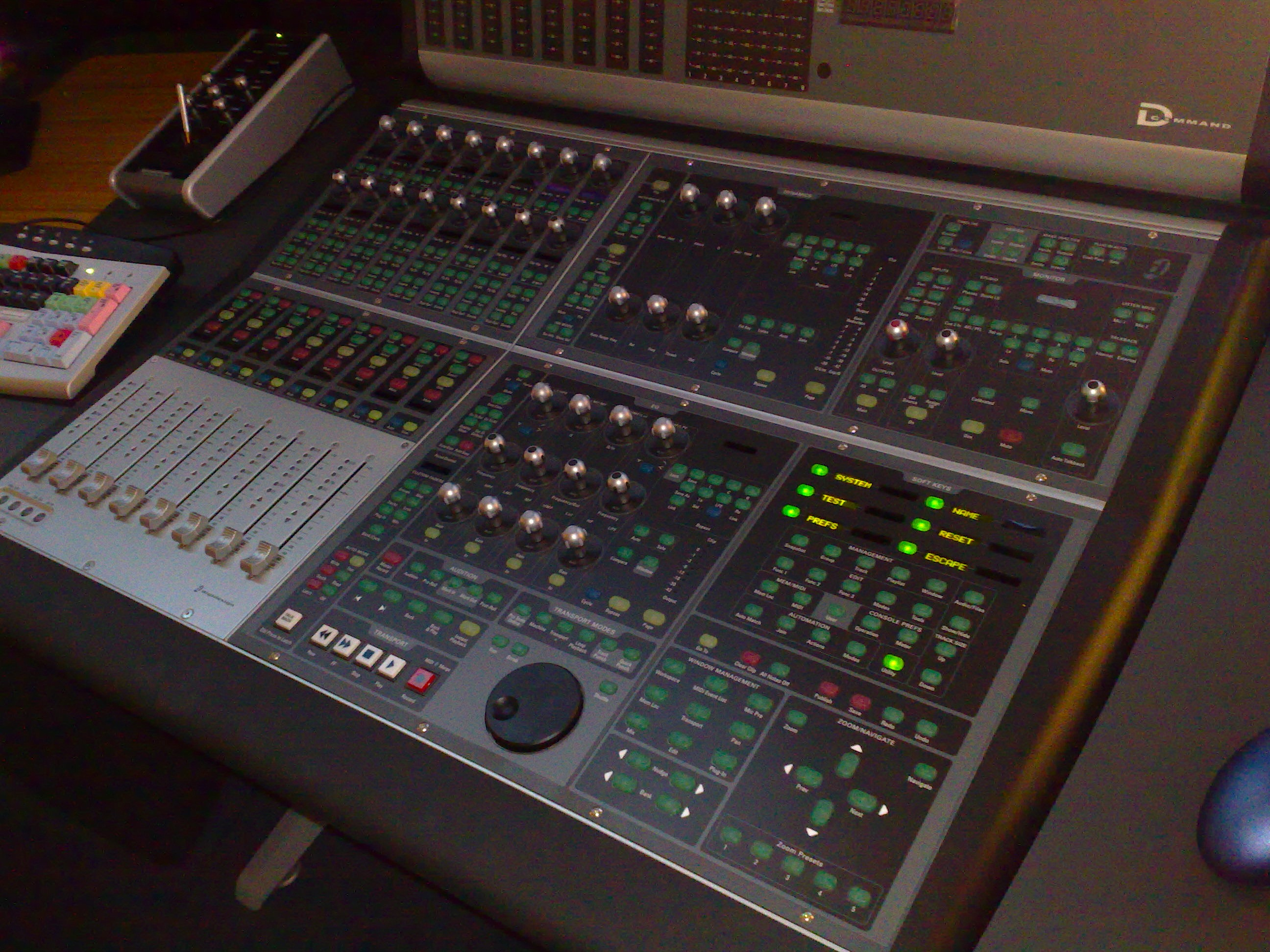
digidesign ICON D-Command

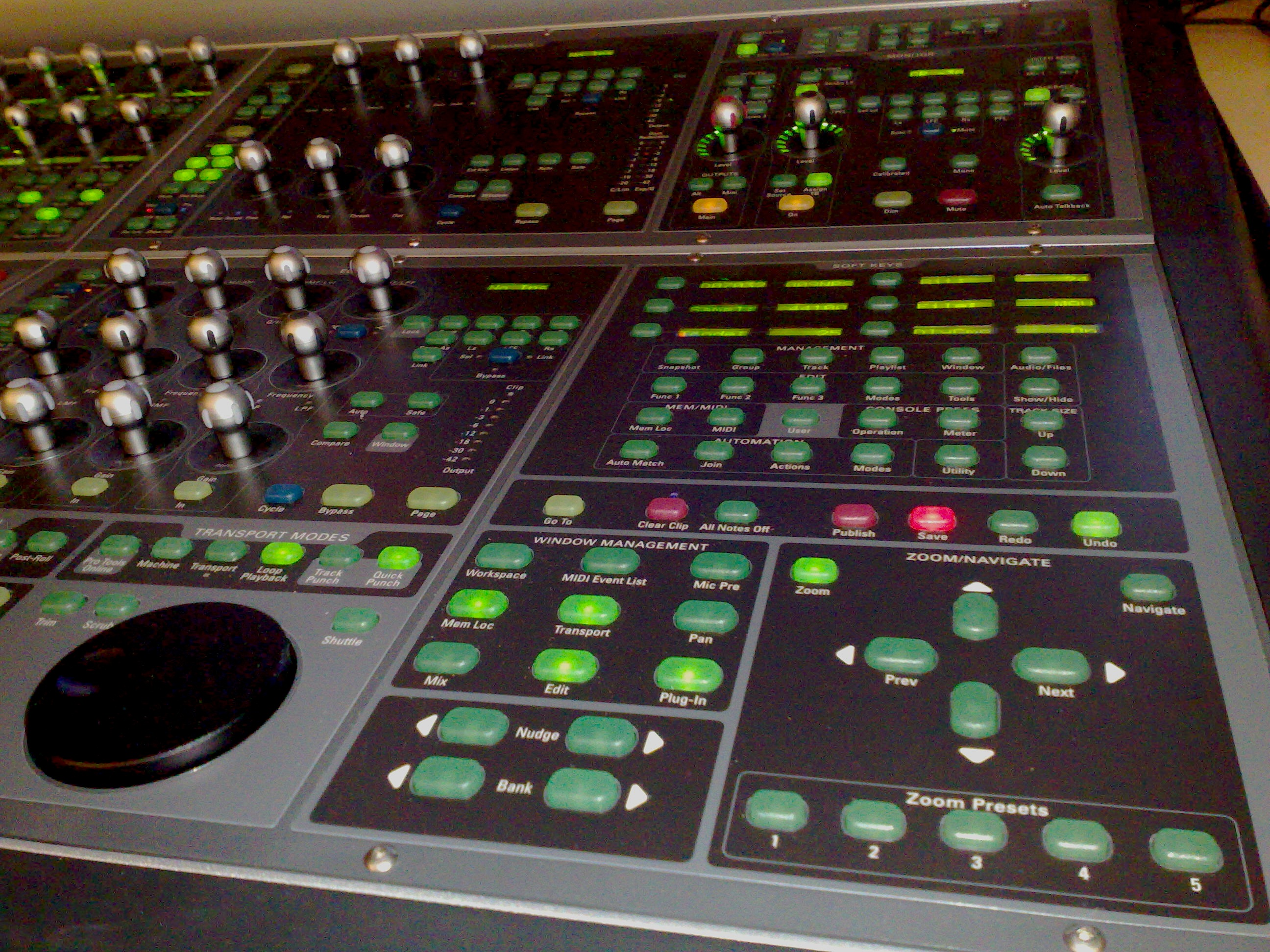
digidesign ICON D-CommandのMaster Section

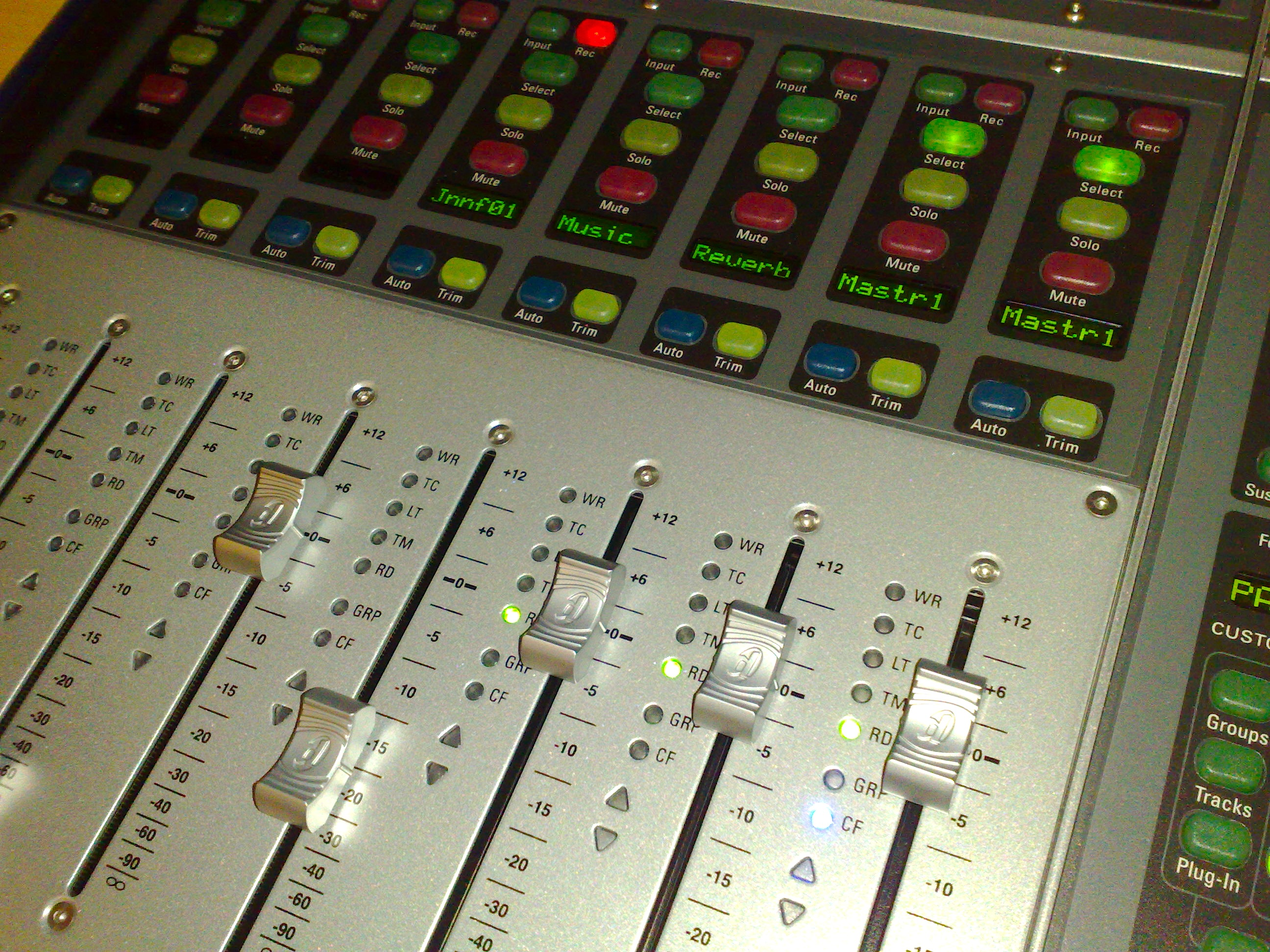
digidesign ICON D-CommandのFader Section

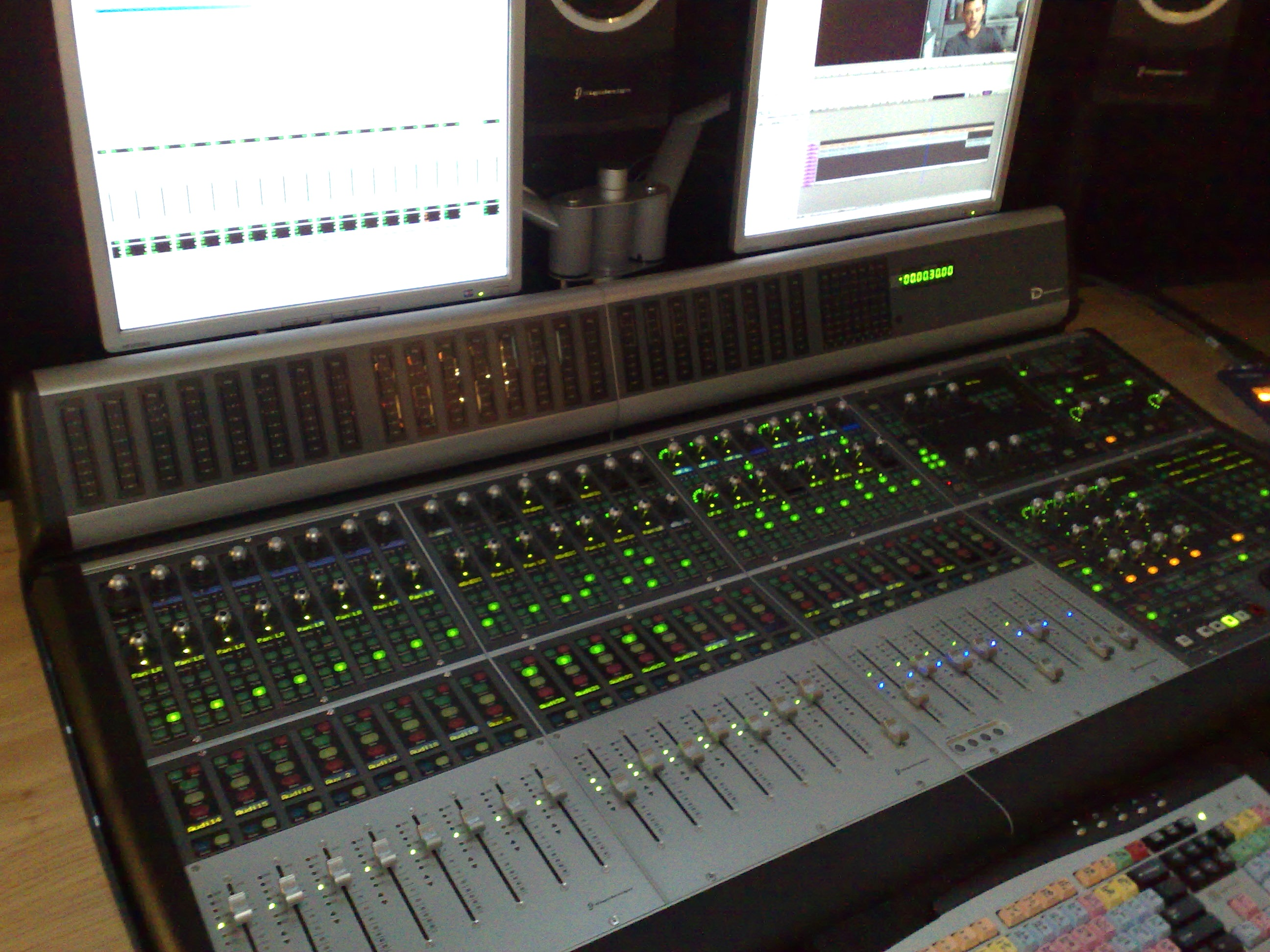
digidesign ICON D-Command

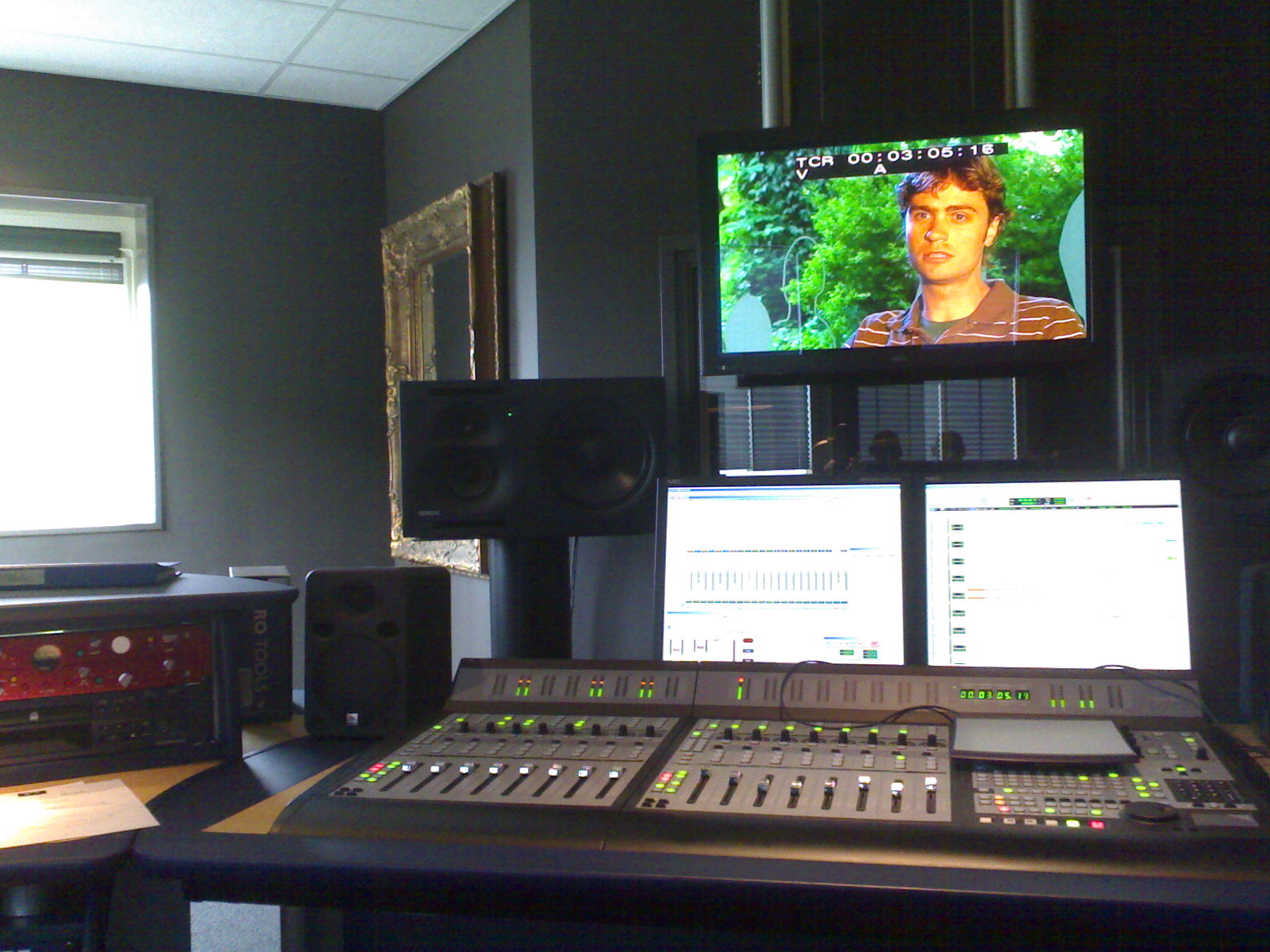
digidesign ProControl

Pro Tools HD Systems
システム・コアとなるHD Core Cardを中心にプロセッシング用のHD Processカード、またはHD Accelカードなどから構成されるDSPカード群がProTools|HDシステムとして販売された。組み合わせるHD Processカードの枚数から、HD1 Accel、HD2 Accel、HD3 Accelという名称がProTools|HDの後に付く形で構成されている。ProcessカードなしでCore CardだけがHD1、Core Card 1枚とProcess Card1枚の合計2枚で組み合わされる物がHD2、Core Card1枚とProcess Card2枚の合計3枚で構成される物がHD3となる。拡張シャーシを導入する事によって、コンピューター本体のカード・バス・スロットが足りない場合も含め、最大で7枚までのProTools HDカード群をインストールできるため、より高性能のシステムを構築することも可能になっている。
HDシステムと組み合わされるオーディオ・インターフェースには192 I/O、96 I/Oなどがあり、その他にも各種タイムコードやデジタル・クロック及びMIDI信号とシステム同期させるためのシンクロナイズ機能を持たせたSYNC I/O、マイク・プリアンプ機種のPREなど、規模に応じて様々なシステム構築も可能になっている。また複数台の192 I/OをDigiLinkケーブルで接続して、Solid State LogicやNeveなどのミキシング・コンソールと併用した巨大レコーディング・システムも構築でき、大規模スタジオからプライベート・スタジオまで柔軟なシステム構成に対応している。
2014年現在、DSPカード群を使用したシステムは"HDX"と呼ばれる。高性能化されたコンピューターの性能を活かす目的やラップトップ・コンピューターによる使用を想定し、ThunderboltインターフェースもしくはPCIe CoreカードによりHD対応のインターフェースをコンピューターに接続するシステムは"HD Native"と呼ばれる。
Pro Tools LE Systems
HDシステムのようにCoreカードやProcessカードは必要とせず、オーディオ処理とソフトウェアの動作をホスト・コンピューター側のCPUにて全て処理するシステムとなっていて、プラグインの動作環境はRTASとなるシステム。LE上で使用できる数種類のオーディオ・インターフェースがdigidesignから発売され、想定される様々な環境に応じたシステム構成も可能になっている。HDシステムの場合にはデスクトップ・コンピューターのカード・バス・スロットが必要であるためラップトップ・コンピューターとの組み合わせは理想的ではないが、LEシステムの場合にはコンピューター本体のCPU処理とインターフェースさえあれば作業可能になるため、可搬性に優れた小規模システムとしても運用されている。
2014年現在、発売されているものとしては"HD"ではないPro Toolsがこのシステムに該当するが、Pro Tools 9より"LE"の表記はなくなった（Pro Toolsと呼ぶ場合には通常このシステムを指す）。また、現在はサードパーティ製のオーディオ・インターフェースも利用可能となっており、Pro Tools 11よりプラグイン形式はAAXに完全移行している。
Pro Tools M-Powered
Pro Tools LEと同じシステムだが、M-Audio製のFireWireもしくはUSBオーディオ・インターフェイス向けとなっている。
Pro Tools M-Powered Essential
M-Audio製のオーディオ・インターフェイス、Fast Trackにバンドルされたソフトウェア。Pro Tools LEやPro Tools M-Poweredと比べると扱うことのできるトラックが少ないなど、機能に制限がある。2014年現在ではAvid製のオーディオインターフェイスであるMbox等にバンドルされた"Pro Tools Express"がこのシステムに該当する。
Control surfaces
ProToolsでのオペレーションをフィジカルに行うために、ハードウェアで構成されたUSBまたはFireWireで接続されるフェーダー・ユニットやICON等のように、通常のミキシング・コンソールと同規模のコンソールがオペレーション・インターフェースとなった物が用意されている。

## プラグイン
各種エフェクトをプラグインとしてインストール及び拡張でき、digidesignだけではなく多くのプラグイン・ディベロッパーが魅力的なプラグインを発売してきたことも、Pro Tools普及の大きな要因になっている。Antares Audio Technologies社のAutoTune（ピッチ補正）や、Line6社のAmpFarm（ギターアンプ・シミュレータ）は代表的なキラーアプリケーションとなった。現在ではエフェクトのみならずソフトウェア・ベースのサンプラーやシンセサイザーといった楽器系プラグインも発売されていて、Pro ToolsソフトウェアのMIDI関連機能の強化に伴い使用頻度は高くなってきている。
Pro Toolsでは下記のプラグイン・フォーマットが使われている。
TDM
Time Division Multiplexingの略で、古くからある信号処理規格は、専用ハードウェア上のDSPカードを使って演算処理する方式であり、デジタル及びアナログ信号をビット・ストリーム変換してシングル・パスにてやり取りするプラグイン動作方式のこと。
詳細記事：Time-division multiplexing（英語版Wikipedia）
RTAS
Real Time Audio Suiteの略で、VSTやAudio Unitsと同様に専用のDSPカード上でデジタル処理を行わず、コンピューター側のCPUを使って演算処理するプラグイン動作方式。コンピューターの高性能化に伴い、現在ではRTASでも同時に数多くのプラグインを起動することが可能となっている。
HTDM
TDMとRTASの中間的方式。コンピューター本体のCPUを間借りしつつTDM用のDSPでいくつかの処理を抱き合わせて行うため、TDMとRTASのハイブリッド版ともいえる。
AAX
Avid Audio eXtensionの略で、TDMとRTASに替わる新しいプラグイン形式。Pro Tools 10より採用され、Pro Tools 11では64ビット対応が行われている。DSPアクセラレーター搭載のPro ToolsではAAX DSP、非搭載のPro Tools向けのものはAAX Nativeと呼ばれる。
それ以外のフォーマット
上記以外にもFXpansion製の外部ソフトであるVST-RTAS Adapterを導入する事により、VSTフォーマットのプラグインもRTASにラッピングしての使用が可能である。

## 歴史
- 1987年 - Pro Toolsの前身である Sound Tools がテープレス・レコーディングシステムとしてリリースされる。
- 1991年 - Pro Tools I リリース。NuBus DSPカードを採用。
- 1994年 - Pro Tools III リリース。サードパーティによるDSPプラグインをサポート。
- 1995年 - デジデザイン社がアビッド・テクノロジー社の傘下となる。
- 1997年 - Pro Tools 24 リリース。48kHz/24ビットのリニアPCM音声フォーマットをサポート。
- 1998年 - Pro Tools|24 MIX リリース。DSPカードのミックス能力を強化。
- 1999年 - コンシューマ向けの Digi 001、Pro Tools LE リリース。
- 2002年 - プロフェッショナル向けの Pro Tools HD リリース。96kHz/24ビット及び192kHz/24ビットのリニアPCM音声フォーマットをサポート。
- 2002年 - コンシューマ向けのDigi 002、Mbox リリース。
- 2003年 - Pro Tools HD Accel System リリース。追加DSPカードの機能を強化。
- 2005年 - Pro Toolsと連携できるライブサウンドミキシングシステム VENUE リリース。
- 2005年 - コンシューマ向けの Mbox 2 リリース。
- 2005年 - Pro Tools 7 リリース。
- 2008年 - Pro Tools 8 リリース。
- 2010年 - Pro Tools HD Native リリース。DSP非搭載型HDインタフェース。
- 2010年 - Pro Tools 9 リリース。他社製オーディオインタフェースでのソフトウェア利用が可能になる。
- 2011年 - Pro Tools HDX System リリース。
- 2011年 - Pro Tools 10 リリース。
- 2013年 - Pro Tools 11 リリース。
- 2015年 - Pro Tools導入予定者向けの無償版である Pro Tools|First リリース。
- 2018年 - Pro Tools 2018 リリース。iLok Cloudをサポートし、インターネットに接続されている環境下ではUSBドングルを使うことなく使用可能になった。
- 2019年 - Pro Tools 2019 リリース。
- 2020年3月 - Pro Tools 2020.3 複数トラックを格納できるフォルダートラックに対応。ステムトラックの作成時にAUXトラックの置換えとして使用できるルーティングフォルダと、単純に格納するためのベーシックフォルダに分けられる。
- 2020年3月 - Pro Tools 2020.11 新製品Pro Tools | Carbon 対応。ダークテーマを実装。Celemony Melodyneを使用したAudio to MIDI機能が実装される。このバージョンからMelodyne Essentialが同梱される。
- 2022年4月 - Pro Tools 2022.4 製品ラインナップを刷新。ライトユーザー向けのPro Tools Artistが追加。キーボードショートカットのカスタム機能を実装。Windows版にてWASAPIをサポート。
- 2022年9月 - Pro Tools 2022.9 Pro Tools|First の後継である無料版のPro Tools Introを追加。上位2製品とプログラム自体は統合されており、AAXプラグインが使用できるようになった。永続版ライセンスの新規販売終了。
- 2023年3月 - Pro Tools 2023.3 Apple Siliconを正式サポート。エラスティックオーディオにzPlane社のélastique Proが実装される。
- 2023年9月 - Pro Tools 2023.9 ループを組み合わせる作曲ツール「ProTools Sketch」リリース。永続版ライセンスの販売を再開。サブスクリプションのみの提供であったArtistの永続版ライセンスが発売。永続版ライセンスの再加入パッケージが更新パッケージと統合され、2種類のみとなった。
- 2023年9月 - Pro Tools 2023.12 Dolby Atmosのレンダラーが内蔵される。
- 2024年3月 - Pro Tools 2024.3 macOS Sonomaの正式サポート。MIDIエフェクトに対応。MIDIシグナルフローの変更。MIDIエディタのピアノロールに音名が表示される設定が追加。AAXプラグインのインストール時に自動でプラグインを追加する機能が実装され、プラグインのインストール後に再起動を必要としなくなった。
- 2024年6月 - Pro Tools 2024.6 ARA機能の強化により、iZotope、Synchro Arts、Sound Radixのプラグインに対応。MIDIエフェクト対応アプリの追加。